# Aghvani
Aghvani (en arménien Աղվանի) est une communauté rurale du marz de Syunik en Arménie. En 2008, elle compte 89 habitants.